# Lidijski jezik
Lidijski jezik (ISO 639-3: iso639-3:xld xld) je jezik drevnih Lidijaca koji spada u indo-europsku jezičnu porodicu, odnosno u podskupinu anatolijskih jezika. Lidijski jezik datira najkasnije od 7. stoljeće pr. Kr. kada je zabilježen na drevnim kovanicama i brojnim epitafima. Jezik je izumro u korist grčkog jezika u 1. stoljeću pr. Kr.

## Poveznice
- Lidija

## Vanjske poveznice
- Cyril Babaev: Lidijska gramatika  Arhivirana inačica izvorne stranice od 30. listopada 2012. (Wayback Machine)
- Lidijski rječnik  Arhivirana inačica izvorne stranice od 17. srpnja 2012. (Wayback Machine)
- Lidijska zbirka
- H. Craig Melchert: Lidijska zbirka  Arhivirana inačica izvorne stranice od 29. prosinca 2009. (Wayback Machine)
- Etruščani i lidijski jezik (Guardian)